# Championnat du Pérou de football 2007
Navigation
Saison précédente Saison suivante
La saison 2007 du Championnat du Pérou de football est la 79e édition du championnat de première division au Pérou. La compétition regroupe les douze meilleures équipes du pays.
La saison est scindée en deux tournois indépendants :
- Tournoi ouverture : les équipes sont regroupées au sein d'une poule unique où elles s'affrontent deux fois, à domicile et à l'extérieur. Le club en tête du classement se qualifie pour la finale nationale.
- Tournoi clôture : les équipes sont regroupés au sein d'une poule unique où elles s'affrontent deux fois, à domicile et à l'extérieur. Le club en tête du classement se qualifie pour la finale nationale, sauf s'il a déjà remporté le tournoi ouverture, auquel cas il est automatiquement sacré champion.

Un classement cumulé des deux tournois permet de déterminer le troisième club qualifié pour la Copa Libertadores 2008 ainsi que les deux clubs participant à la Copa Sudamericana 2008 mais aussi les deux clubs relégués en fin de saison en Segunda División (la table de calcul sur les trois dernières saisons est abandonnée).
C'est le club de l'Universidad San Martin de Porres qui remporte la compétition après avoir terminé en tête du classement cumulé. En effet, aucun des deux vainqueurs de tournois saisonniers n'a réussi à terminer parmi les six premiers lors de l'autre tournoi, ce qui a empêché la tenue de la finale nationale, conformément au règlement de la fédération. C'est le tout premier titre de champion du Pérou de l'histoire du club.

## Les clubs participants
| - Alianza Lima - Sport Boys - Cienciano del Cusco - Universitario de Deportes - Coronel Bolognesi - Sport Ancash | - Universidad San Martin de Porres - Alianza Atlético - FBC Melgar - Sporting Cristal - Total Clean - Promu de Segunda División - José Gálvez FBC - Promu de Segunda División |

## Compétition
Le barème utilisé pour établir les différents classements est le suivant :
- Victoire : 3 points
- Match nul : 1 point
- Défaite, forfait ou abandon : 0 point

### Tournoi Ouverture

#### Classement
| Rang | Équipe                           | Pts | J  | G  | N  | P  | Bp | Bc | Diff |
| ---- | -------------------------------- | --- | -- | -- | -- | -- | -- | -- | ---- |
| 1    | Universidad San Martin de Porres | 44  | 22 | 13 | 5  | 4  | 44 | 22 | +22  |
| 2    | Cienciano del Cusco              | 37  | 22 | 10 | 7  | 5  | 32 | 22 | +10  |
| 3    | Sport Áncash                     | 34  | 22 | 9  | 7  | 6  | 30 | 22 | +8   |
| 4    | Sport Boys                       | 34  | 22 | 9  | 7  | 6  | 33 | 29 | +4   |
| 5    | Universitario de Deportes        | 32  | 22 | 9  | 5  | 8  | 31 | 31 | 0    |
| 6    | Alianza LimaT -4                 | 31  | 22 | 9  | 8  | 5  | 31 | 23 | +8   |
| 7    | FBC Melgar                       | 29  | 22 | 8  | 5  | 9  | 32 | 38 | -6   |
| 8    | Alianza Atlético                 | 28  | 22 | 6  | 10 | 6  | 23 | 23 | 0    |
| 9    | Club Centro Deportivo MunicipalP | 24  | 22 | 6  | 6  | 10 | 25 | 30 | -5   |
| 10   | Sporting Cristal                 | 22  | 22 | 5  | 7  | 10 | 25 | 35 | -10  |
| 11   | Total CleanP                     | 20  | 22 | 6  | 2  | 14 | 28 | 45 | -17  |
| 12   | Coronel Bolognesi                | 19  | 22 | 4  | 7  | 11 | 22 | 36 | -14  |

|  | Qualification pour la finale nationale            |
|  | T : Tenant du titre P : Promu de Segunda División |

- Alianza Lima reçoit une pénalité de 4 points pour salaires impayés envers deux anciens joueurs.

#### Matchs
| Résultats (▼dom., ►ext.)         | AAS | ALI | CIE | BOL | DMU | MEL | ÁNC | SBA | CRI | TCL | USM | UNI |
| Alianza Atlético                 |     | 0-1 | 2-2 | 2-0 | 2-1 | 0-0 | 2-2 | 0-0 | 0-0 | 1-0 | 2-2 | 3-0 |
| Alianza Lima                     | 2-0 |     | 2-1 | 0-0 | 1-0 | 1-1 | 2-0 | 2-2 | 1-1 | 3-0 | 4-1 | 1-2 |
| Cienciano del Cusco              | 2-1 | 0-0 |     | 3-0 | 2-0 | 2-3 | 1-0 | 1-1 | 1-0 | 2-2 | 1-2 | 0-1 |
| Coronel Bolognesi                | 1-1 | 2-0 | 2-3 |     | 2-2 | 1-1 | 0-0 | 0-2 | 3-1 | 1-3 | 1-1 | 2-3 |
| Club Centro Deportivo Municipal  | 1-1 | 2-2 | 1-1 | 1-0 |     | 1-2 | 1-1 | 1-1 | 1-2 | 3-0 | 0-1 | 2-1 |
| FBC Melgar                       | 1-0 | 2-1 | 2-2 | 2-5 | 0-1 |     | 1-2 | 1-4 | 2-0 | 3-1 | 0-3 | 2-1 |
| Sport Áncash                     | 1-1 | 2-2 | 0-1 | 2-0 | 3-0 | 1-0 |     | 4-1 | 2-0 | 4-1 | 1-1 | 1-0 |
| Sport Boys                       | 0-1 | 2-1 | 0-1 | 1-0 | 2-0 | 4-4 | 1-0 |     | 0-1 | 2-1 | 2-0 | 1-1 |
| Sporting Cristal                 | 1-1 | 1-1 | 2-2 | 0-0 | 3-1 | 1-3 | 0-2 | 1-3 |     | 4-1 | 0-3 | 3-1 |
| Total Clean                      | 0-2 | 1-2 | 0-2 | 3-0 | 1-3 | 3-2 | 3-2 | 2-1 | 2-1 |     | 2-3 | 1-2 |
| Universidad San Martin de Porres | 3-0 | 2-0 | 0-2 | 1-2 | 2-1 | 3-0 | 4-0 | 4-0 | 2-2 | 1-0 |     | 2-2 |
| Universitario de Deportes        | 3-1 | 1-2 | 1-0 | 4-0 | 0-2 | 1-0 | 0-0 | 3-3 | 3-1 | 1-1 | 0-3 |     |

### Tournoi Clôture

#### Classement
| Rang | Équipe                           | Pts | J  | G  | N  | P  | Bp | Bc | Diff |
| ---- | -------------------------------- | --- | -- | -- | -- | -- | -- | -- | ---- |
| 1    | Coronel Bolognesi                | 36  | 22 | 10 | 6  | 6  | 27 | 15 | +12  |
| 2    | Universitario de Deportes        | 35  | 22 | 9  | 8  | 5  | 27 | 22 | +5   |
| 3    | Cienciano del Cusco              | 34  | 22 | 10 | 4  | 8  | 35 | 28 | +7   |
| 4    | Alianza Lima                     | 34  | 22 | 9  | 7  | 6  | 29 | 25 | +4   |
| 5    | Sport Áncash                     | 33  | 22 | 9  | 6  | 7  | 26 | 27 | -1   |
| 6    | Sporting Cristal                 | 30  | 22 | 7  | 9  | 6  | 21 | 23 | -2   |
| 7    | Universidad San Martin de Porres | 27  | 22 | 7  | 6  | 9  | 25 | 24 | +1   |
| 8    | FBC Melgar                       | 26  | 22 | 5  | 11 | 6  | 18 | 17 | +1   |
| 9    | Alianza Atlético                 | 26  | 22 | 6  | 8  | 8  | 17 | 22 | -5   |
| 10   | Total CleanP                     | 25  | 22 | 7  | 4  | 11 | 22 | 27 | -5   |
| 11   | Club Centro Deportivo Municipal  | 24  | 22 | 6  | 6  | 10 | 24 | 38 | -14  |
| 12   | Sport Boys                       | 23  | 22 | 4  | 11 | 7  | 25 | 28 | -3   |

|  | Qualification pour la Copa Libertadores 2008      |
|  | T : Tenant du titre P : Promu de Segunda División |

#### Matchs
| Résultats (▼dom., ►ext.)         | AAS | ALI | CIE | BOL | DMU | MEL | ÁNC | SBA | CRI | TCL | USM | UNI |
| Alianza Atlético                 |     | 0-0 | 3-0 | 0-0 | 1-0 | 1-0 | 1-1 | 2-1 | 0-0 | 1-0 | 2-1 | 0-0 |
| Alianza Lima                     | 2-1 |     | 1-2 | 3-2 | 6-0 | 0-0 | 3-0 | 1-2 | 0-1 | 2-1 | 0-5 | 1-1 |
| Cienciano del Cusco              | 2-0 | 3-0 |     | 1-0 | 4-0 | 0-0 | 2-1 | 3-0 | 2-0 | 3-1 | 4-0 | 2-3 |
| Coronel Bolognesi                | 1-0 | 0-0 | 6-2 |     | 1-0 | 2-0 | 2-0 | 3-1 | 0-1 | 3-0 | 0-1 | 0-0 |
| Club Centro Deportivo Municipal  | 3-2 | 0-1 | 1-1 | 1-2 |     | 0-0 | 2-0 | 2-2 | 1-0 | 1-0 | 2-2 | 3-2 |
| FBC Melgar                       | 0-0 | 1-1 | 4-1 | 0-2 | 1-0 |     | 0-2 | 2-0 | 0-0 | 2-2 | 2-1 | 0-1 |
| Sport Áncash                     | 3-2 | 1-1 | 1-1 | 0-0 | 3-1 | 0-2 |     | 2-2 | 3-1 | 1-0 | 1-0 | 2-1 |
| Sport Boys                       | 0-0 | 1-2 | 0-0 | 2-2 | 1-1 | 1-1 | 1-1 |     | 3-0 | 3-0 | 1-0 | 1-1 |
| Sporting Cristal                 | 1-0 | 1-2 | 1-0 | 1-0 | 3-3 | 1-1 | 2-0 | 1-1 |     | 2-2 | 1-1 | 1-0 |
| Total Clean                      | 4-1 | 2-0 | 1-0 | 1-0 | 4-1 | 0-0 | 0-1 | 1-0 | 1-1 |     | 2-0 | 0-1 |
| Universidad San Martin de Porres | 3-0 | 0-0 | 3-1 | 0-2 | 0-1 | 1-0 | 2-1 | 1-1 | 1-1 | 3-0 |     | 0-2 |
| Universitario de Deportes        | 0-0 | 1-3 | 2-1 | 1-1 | 2-1 | 2-2 | 1-2 | 3-1 | 2-1 | 1-0 | 0-0 |     |

### Classement cumulé
| Rang | Équipe                              | Pts | J  | G  | N  | P  | Bp | Bc | Diff |
| ---- | ----------------------------------- | --- | -- | -- | -- | -- | -- | -- | ---- |
| 1    | Universidad San Martin de PorresOuv | 71  | 44 | 20 | 11 | 13 | 69 | 44 | +25  |
| 2    | Cienciano del Cusco                 | 71  | 44 | 20 | 11 | 13 | 67 | 50 | +17  |
| 3    | Sport Áncash                        | 67  | 44 | 18 | 13 | 13 | 56 | 49 | +7   |
| 4    | Universitario de Deportes           | 67  | 44 | 18 | 13 | 13 | 58 | 53 | +5   |
| 5    | Alianza LimaT                       | 65  | 44 | 18 | 15 | 11 | 60 | 48 | +12  |
| 6    | Sport Boys                          | 57  | 44 | 13 | 18 | 13 | 58 | 58 | 0    |
| 7    | FBC Melgar                          | 55  | 44 | 13 | 16 | 15 | 50 | 55 | -5   |
| 8    | Coronel BolognesiClo                | 55  | 44 | 14 | 13 | 17 | 49 | 51 | -2   |
| 9    | Alianza Atlético                    | 54  | 44 | 12 | 18 | 14 | 40 | 45 | -5   |
| 10   | Sporting Cristal                    | 52  | 44 | 12 | 16 | 16 | 46 | 58 | -12  |
| 11   | Club Centro Deportivo MunicipalP    | 48  | 44 | 12 | 12 | 20 | 49 | 68 | -19  |
| 12   | Total CleanP                        | 45  | 44 | 13 | 6  | 25 | 50 | 72 | -22  |

|  | Qualification pour la Copa Libertadores 2008 (Vainqueur d'un tournoi)      |
|  | Qualification pour la Copa Libertadores 2008 (Meilleur classement général) |
|  | Qualification pour la Copa Sudamericana 2008                               |
|  | Relégation directe en Segunda División                                     |
|  | T : Tenant du titre P : Promu de Segunda División                          |

### Match pour le titre
Pas de finale nationale, en raison des résultats insuffisants des deux vainqueurs de tournoi.

## Bilan de la saison
| Championnat du Pérou de football 2007 |                                              |
| Champion                              | Universidad San Martin de Porres (1er titre) |
| Qualifications continentales          |                                              |
| Copa Libertadores 2008                | Universidad San Martin de Porres             |
| Copa Libertadores 2008                | Coronel Bolognesi                            |
| Copa Libertadores 2008                | Cienciano del Cusco                          |
| Copa Sudamericana 2008                | Sport Ancash                                 |
| Copa Sudamericana 2008                | Universitario de Deportes                    |
| Promotions et relégations             |                                              |
| Promus en Primera División            | José Gálvez FBC                              |
| Promus en Primera División            | Atlético Minero                              |
| Promus en Primera División            | Universidad César Vallejo                    |
| Promus en Primera División            | Juan Aurich                                  |
| Relégués en Segunda División          | Club Centro Deportivo Municipal              |
| Relégués en Segunda División          | Total Clean                                  |